# St. Martin (Oldendorf)

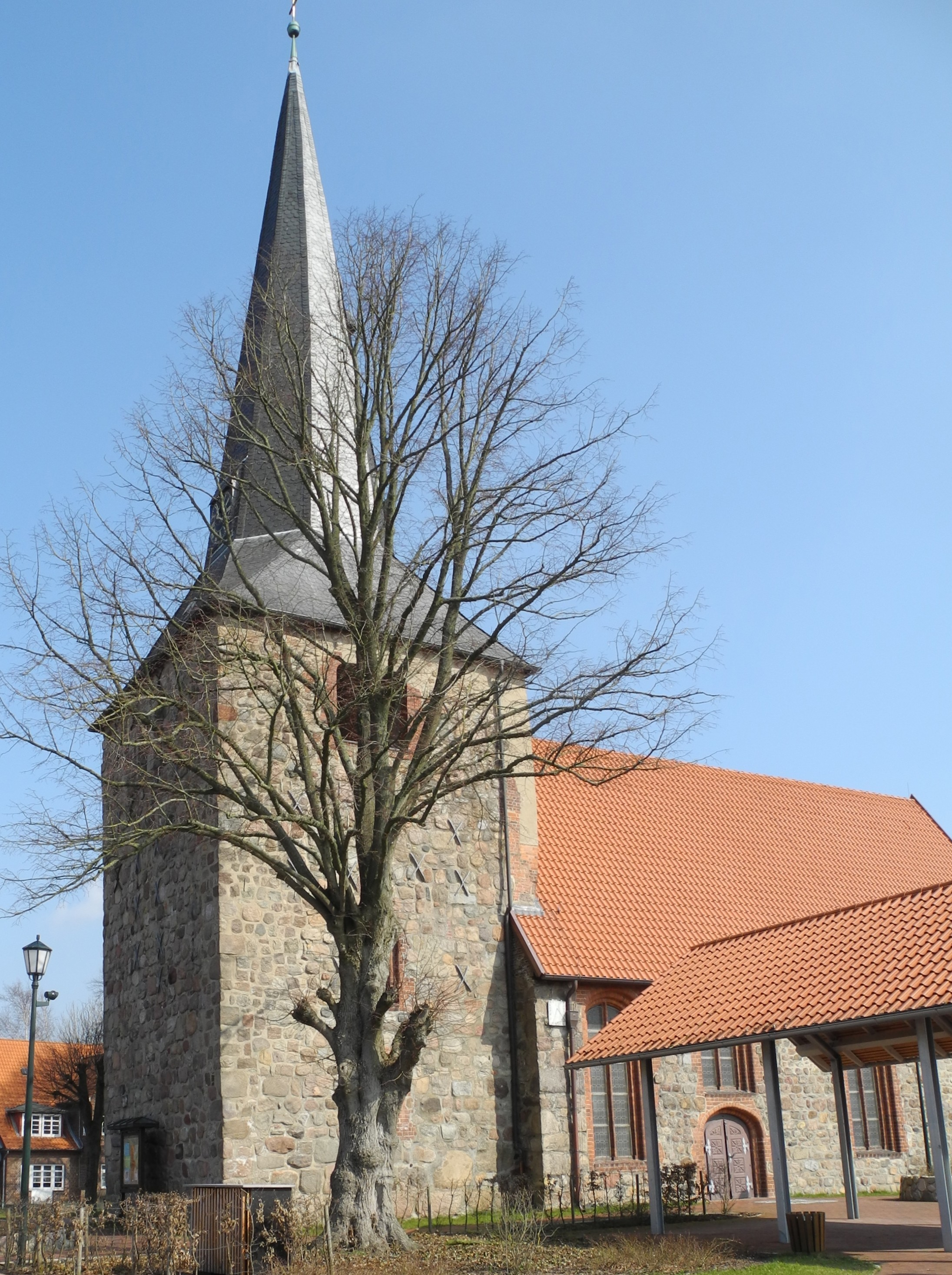
St. Martin

Die evangelisch-lutherische denkmalgeschützte Kirche St. Martin steht in der Gemeinde Oldendorf im Landkreis Stade von  Niedersachsen. Die Kirchengemeinde gehört zum Kirchenkreis Stade im Sprengel Stade der Evangelisch-lutherischen Landeskirche Hannovers.

## Beschreibung
Die romanische Feldsteinkirche wurde um 1200 erbaut. Sie besteht aus dem Kirchturm im Westen, dem Langhaus und dem eingezogenen, dreiseitig abgeschlossenen Chor. Sämtliche Fenster wurden 1901 mit korbbogig profilierten Gewänden aus Backsteinen erneuert, Spuren der romanischen Bogenfenster mit Laibungen aus behauenen Feldsteinen sind noch sichtbar. Im Kirchturm hängen drei Glocken.
Der Innenraum wurde 1901 mit einer Holzbalkendecke überspannt, die Emporen wurden eingebaut und das Kirchenbänke erneuert. Beiderseits des Chorbogens befinden sich aus der Mitte des 13. Jahrhunderts spitzbogige Wandnischen, die nördliche Nische hat einen Kleeblattbogen mit umlaufender Wulst. Das Altarretabel von 1652 ist mit Knorpelwerk geschmückt. Zwischen freistehenden Säulen befindet sich ein Gemälde über das Abendmahl Jesu, darüber ist ein breites verkröpftes Gesims mit Putten, darüber als Bekrönung eine Kreuzigungsgruppe. Die 1901 geschaffene Kanzel verwendete Teile einer Kanzel aus der Mitte des 17. Jahrhunderts. Das Kruzifix, entstanden um 1300, wurde neu gefasst. Ein Epitaph für Daniel von Arentsschild und seiner zweiten Frau befindet sich in der Kirche. Die erste Orgel wurde 1730–33 durch Erasmus Bielfeldt und Dietrich Christoph Gloger gebaut. 1981 erfolgte ein Neubau mit 15 Registern, verteilt auf zwei Manuale und Pedal, hinter dem historischen Prospekt durch Rudolf Janke.